# Sangiaccato di Laodicea
Il sangiaccato di Laodicea (in turco Lazkiye Sancağı, in arabo سنجق اللاذقية‎?), era una provincia di secondo livello (sangiaccato) dell'Impero Ottomano, situata nell'odierna Siria, nella parte più settentrionale del Vilayet di Beirut. Confinava con il Sangiaccato di Hama a est, con il Mar Mediterraneo a ovest, il Vilayet di Aleppo a nord e il Sangiaccato di Tripoli a sud. La città di Laodicea era la sua capitale. Aveva una popolazione di 144447 abitanti nel 1914.

## Suddivisioni amministrative
Il sangiaccato era diviso da quattro distretti (kaza):
- Kaza di Latakia (Lazikiyye)
- Kaza di Jableh (Cebele)
- Kaza di Sahyun (Sahyûn)
- Kaza di Margat (Markab)